# اچ‌ام‌اس اورونتس (۱۸۶۲)
اچ‌ام‌اس اورونتس (۱۸۶۲) (به انگلیسی: HMS Orontes (1862)) یک کشتی بود که طول آن ۳۰۰ فوت (۹۱ متر) بود. این کشتی در سال ۱۸۶۲ ساخته شد.